# Congregación de Solesmes

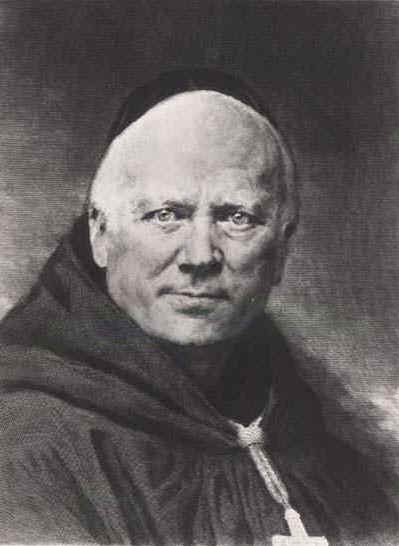
Dom Prosper Guéranger (1805-1875), OSB, que solicitó la creación de la Congregación.

La Congregación de Solesmes (en latín Congregatio Solesmensis) es una de las veintiuna congregaciones de la Confederación benedictina de la Orden de San Benito.
Después de la repoblación de la abadía de San Pedro de Solesmes por Dom Prosper Guéranger, la Congregación fue fundada en 1837 por el Papa Gregorio XVI, con el nombre de "Congrégation de France" (Congregación de Francia). El Papa decidió que la Congregación sustituyese y recogiese la herencia benedictina de las antiguas congregaciones de Cluny (Congrégation de Cluny), de los Santos Vitón e Hidulfo (Congrégation de Saints-Vanne-et-Hydulphe) y San Mauro (Congrégation de Saint-Maur).

## Desarrollo

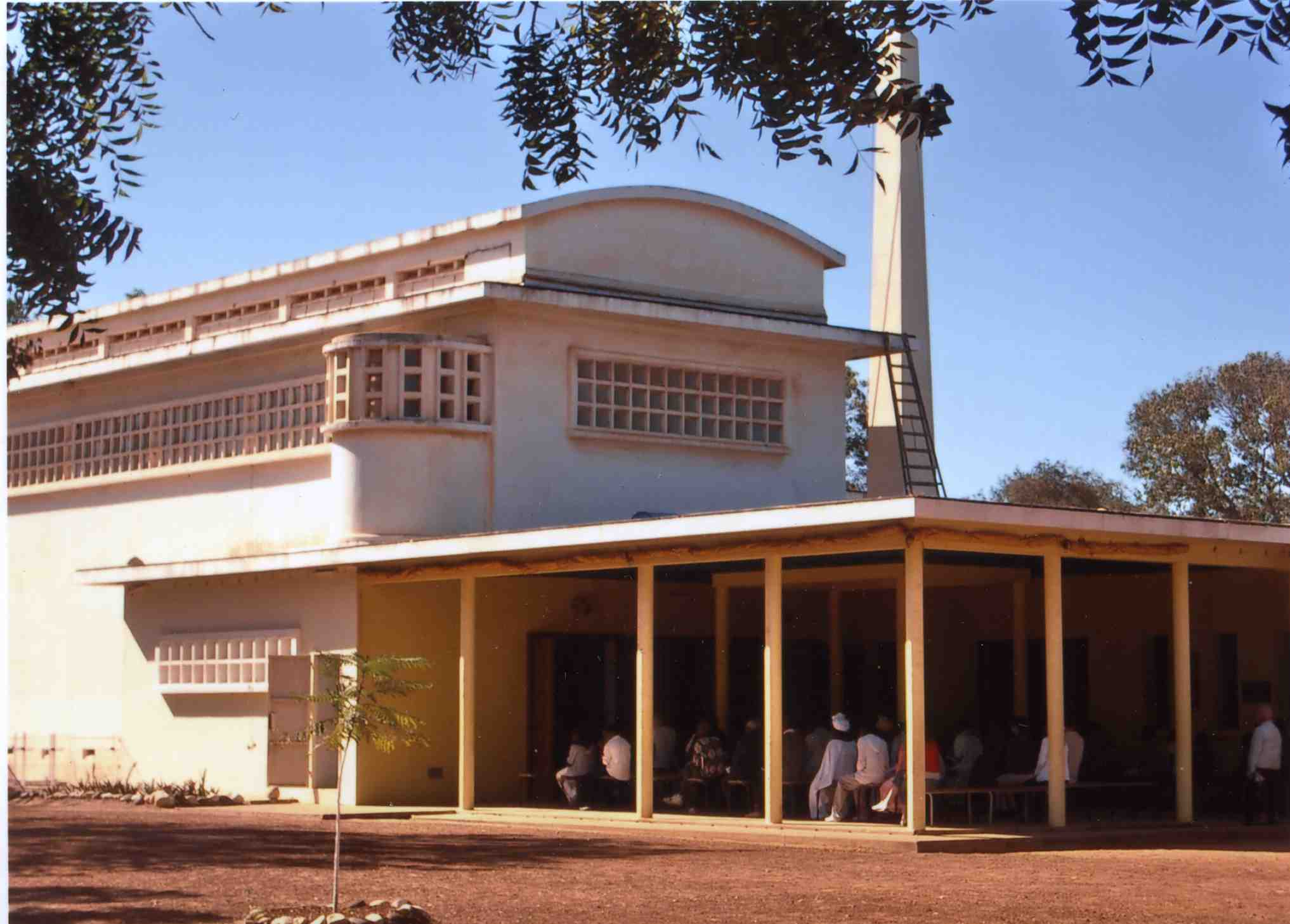
Abadía de Keur Moussa (Senegal).

La nueva congregación se extendió rápidamente mediante las fundaciones sucesivas de Solesmes y otros monasterios de la Congregación: Ligugé en 1853, Marsella (que pasa a Ganagobie) en 1856, Silos (España) en 1880, Wisques en 1889, Clervaux (Luxemburgo) en 1890, Sainte-Marie (París) en 1893, Saint-Wandrille en 1894 o Kergonan en 1897.
La Ley de Asociaciones francesa de 1901 prohibió la vida monástica en Francia, por lo que la Congregación se ve forzada a hacer fundaciones en sus lugares de exilio: Saint-Benoît-du-Lac (Quebec) en 1912 o Quarr (Isla de Wight, Inglaterra) en 1922.
Después de la Segunda Guerra Mundial, la Abadía de Solesmes, como cabeza y madre de la Congregación, puede volver a hacer fundaciones en Francia: Fontgombault en 1947 y posteriormente en países de misión: Keur Moussa (Senegal) en 1961, Palendriai (Lituania) en 1998. Fontgombault, a su vez fundará Randol en 1968, Triors en 1984, Gaussan en 1994 y Clear Creek (EE. UU.) en 1999.

## Organización
En 2009, la Congregación está compuesta por 31 casas, de las que 14 se encuentran en Francia, 4 en España, 1 en Luxemburgo, 2 en Gran Bretaña, 2 en Canadá, 1 en los Países Bajos, 2 en Senegal, 1 en Lituania, 2 en Estados Unidos, y 2 prioratos en Martinica.
Cada monasterio es autónomo, pero comparten el culto a la liturgia y el canto gregoriano y se busca conservar una verdadera unidad en torno a la herencia de Dom Guéranger, bajo la presidencia del abad de Solesmes.

## Lugares externos
- Abadía de Solesmes (Página oficial). Consultado el 30 de diciembre de 2011.

- Datos: Q199992
- Multimedia: Solesmes Congregation / Q199992